# Freddie McLennan
Pour les articles homonymes, voir McLennan.
Pas d'image ? Cliquez ici

a Compétitions nationales et continentales officielles uniquement.

b Matchs officiels uniquement.
Dernière mise à jour le 10 décembre 2024.
Freddie McLennan est né le 8 février 1951 à Dublin (Irlande). C’est un joueur de rugby à XV sélectionné avec l'équipe d'Irlande.

## Carrière
Il évolue avec le club du Wanderers FC.
Il dispute son premier test match le 19 mars 1977 contre la France et son dernier contre l'Afrique du Sud le 6 juin 1981.
Après son dernier match international en Afrique du Sud, il arrête sa carrière de joueur et reste vivre dans ce pays.

## Palmarès

### Avec l'Irlande
- 18 sélections en équipe nationale
- 16 points
- 4 essais
- Sélections par années : 1 en 1977, 5 en 1978, 4 en 1979, 2 en 1980, 6 en 1981.
- Cinq Tournois des Cinq Nations disputés: 1977, 1978, 1979, 1980, 1981.